# Двубоят Хорнбейкър-Мърфи
„Двубоят Хорнбейкър-Мърфи“ (на английски: The Hornbacker-Murphy Fight) е американски късометражен спортен ням филм от 1894 година на режисьора Уилям Кенеди Диксън с участието на боксьорите Юджин Хорнбейкър и Мърфи, заснет от компанията Едисън Манюфакчъринг Къмпъни, собственост на Томас Едисън.

## Сюжет
Съдията и петима зрители, между които и сервитьор с престилка, гледат в ринга как двама млади мъже се боксират. Тъмнокосият, малко по-висок боксьор се спуска към светлокосия и го изпраща на пода. Вторият успява да се изправи преди рефера да е започнал да брои. След нокдауна двамата боксьори си разменят удари в ръкавиците. Феновете гледат случващото се от заден план. Те всичките са мъже, облечени в типични за края на XIX век одежди.

## В ролите
- Юджин Хорнбейкър
- Мърфи[3]

## Интересни факти
- „Двубоят Хорнбейкър-Мърфи“ е един от първите специално организирани боксови мачове, с цел да бъдат заснети на кинолента, макар двамата боксьори да не показват големи умения.
- Мачът се е състоял от пет рунда по 20 секунди, но до наши дни е оцелял само един от рундовете.
- Юджин Хорнбейкър е бил слабо познат боксьор, докато на Мърфи не е известно дори първото му име.[4]